# Jan Hjorth
Jan Hjorth (18 marzo 1952) è un ex cestista svedese.

## Carriera
Con la Svezia ha disputato i Campionati europei del 1969.